# Nils Håkansson (trädgårdsarkitekt)
Nils A. Håkansson, född 16 januari 1912 i Limhamns församling, Malmöhus län, död 27 december 1994 i Halmstad, var en svensk trädgårdsarkitekt. 
Håkansson, som var son till stationsföreståndare N.A. Håkansson och Ester Engdahl, utexaminerades från Hvilans folkhögskola 1934 och från Alnarps trädgårdsinstitut 1938. Han praktiserade hos W. Weibull AB i Landskrona 1936, vid Trädgårdscentralen i Göteborg 1939–1940, vid  Malmö stads parkförvaltning 1942–1943, var förman hos trädgårdsanläggningsfirman S. Lindgren i Stockholm 1944 och innehavare av Västkustens trädgårdsbyrå i Halmstad från 1945. Han var lärare i trädgårdsskötsel Hallands läns hushållningssällskap, Tjänstemännens Bildningsverksamhet och Arbetarnas bildningsförbund. Han skrev artiklar i dagspressen.